# Manistee County
Manistee County ist ein County im Bundesstaat Michigan der Vereinigten Staaten. Der Verwaltungssitz (County Seat) ist Manistee. Das U.S. Census Bureau hat bei der Volkszählung 2020 eine Einwohnerzahl von 25.032 ermittelt.

## Geographie
Das County liegt im Nordwesten der Unteren Halbinsel von Michigan, grenzt im Westen an den Michigansee, einem der 5 großen Seen, und hat eine Fläche von 3317 Quadratkilometern, wovon 1909 Quadratkilometer Wasserfläche sind. Es grenzt im Uhrzeigersinn an folgende Countys: Benzie County, Wexford County, Lake County und Mason County.

## Geschichte
Manistee County wurde 1840 aus Teilen des Mackinac County gebildet. Benannt wurde es nach dem Manistee River.
15 Bauwerke und Stätten des Countys sind im National Register of Historic Places eingetragen (Stand 26. Januar 2018).

## Demografische Daten

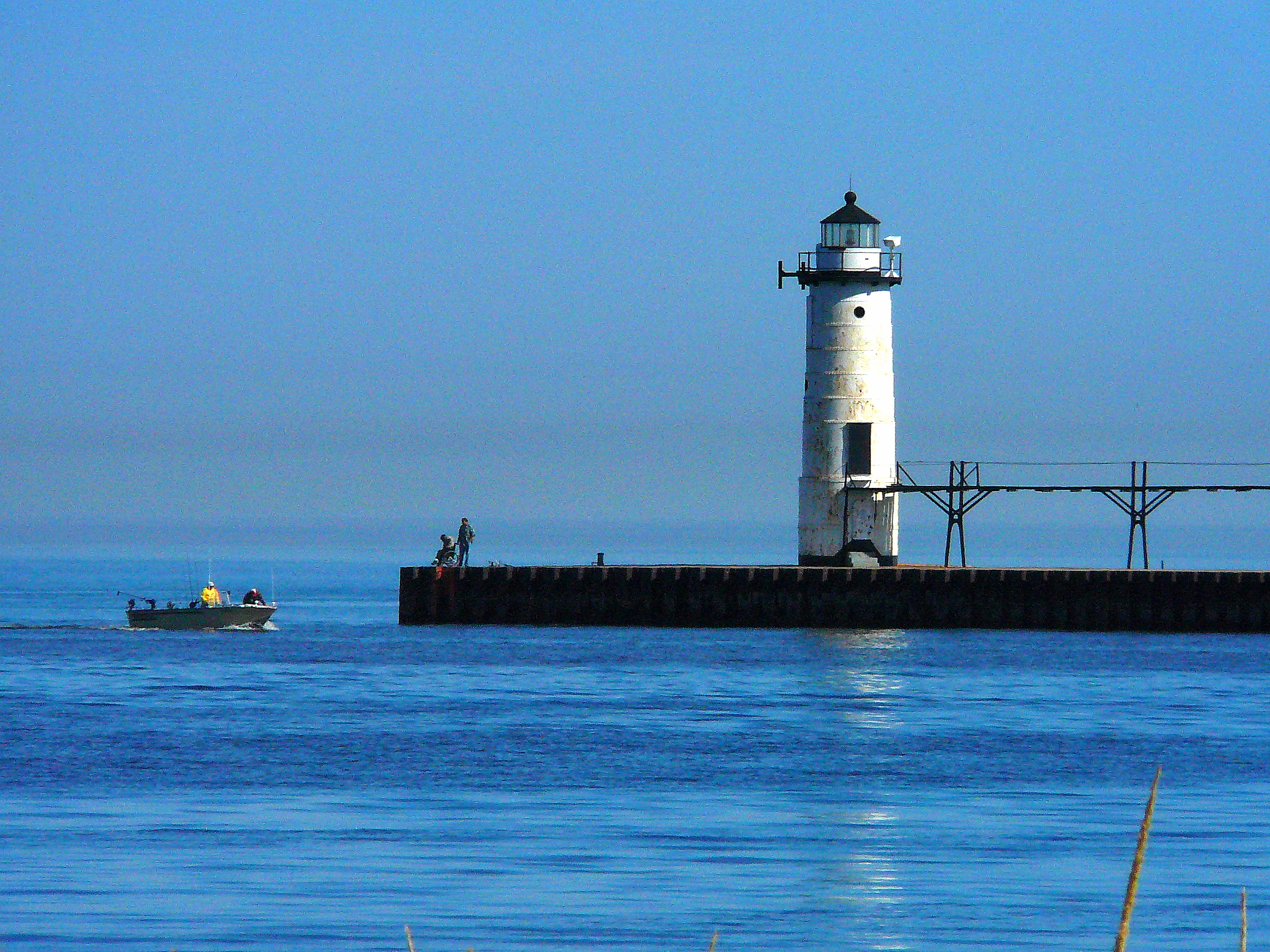
Manistee Lighthouse, gelistet im NRHP

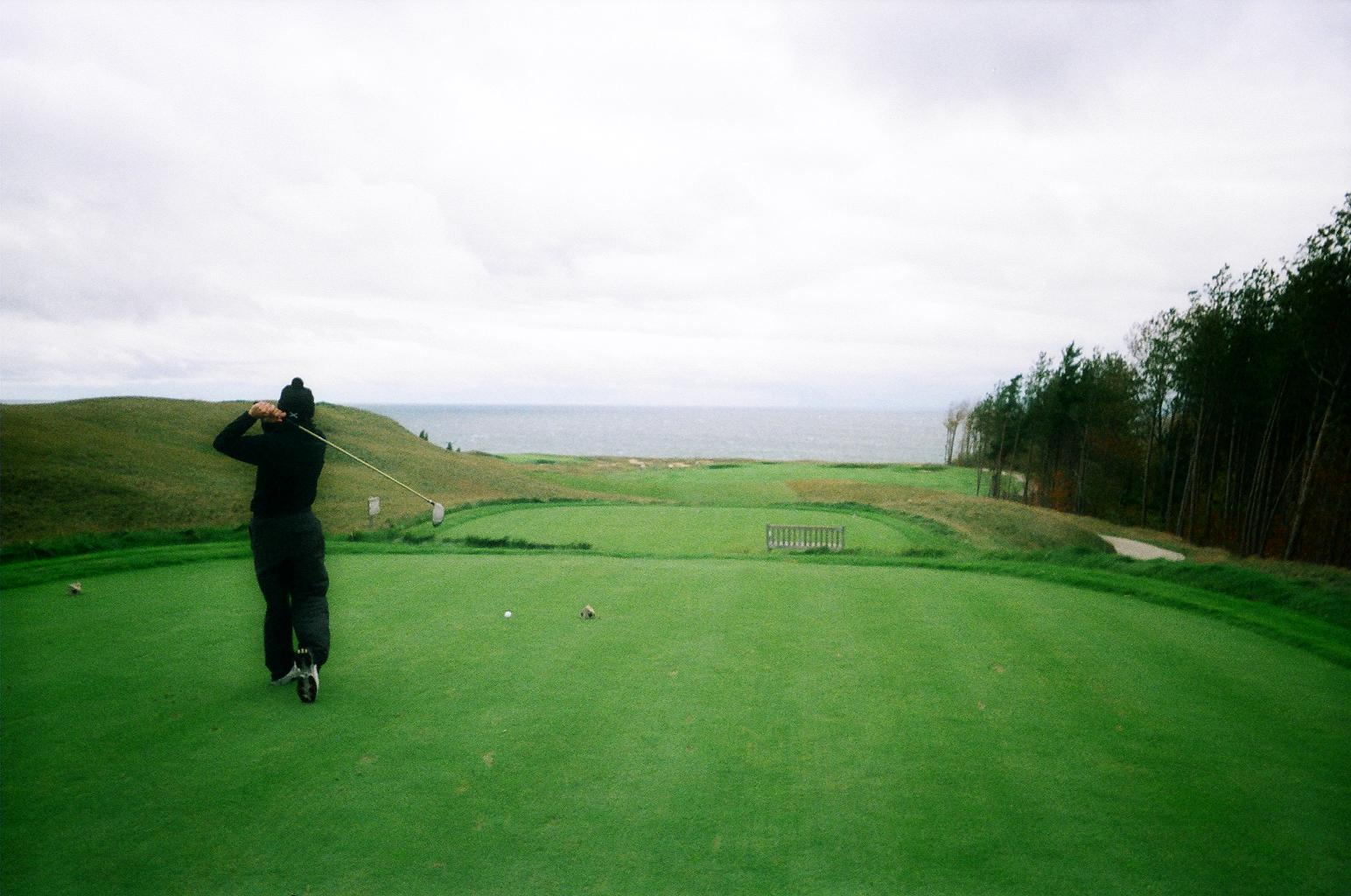
Arcadia Bluffs Golf Course

Nach der Volkszählung im Jahr 2000 lebten im Manistee County 24.527 Menschen in 9.860 Haushalten und 6.714 Familien. Die Bevölkerungsdichte betrug 17 Einwohner pro Quadratkilometer. Ethnisch betrachtet setzte sich die Bevölkerung zusammen aus 94,16 Prozent Weißen, 1,63 Prozent Afroamerikanern, 1,30 Prozent amerikanischen Ureinwohnern, 0,32 Prozent Asiaten, 0,03 Prozent Bewohnern aus dem pazifischen Inselraum und 1,01 Prozent aus anderen ethnischen Gruppen; 1,55 Prozent stammten von zwei oder mehr Ethnien ab. 2,61 Prozent der Bevölkerung waren spanischer oder lateinamerikanischer Abstammung.
Von den 9.860 Haushalten hatten 27,4 Prozent Kinder unter 18 Jahren, die bei ihnen lebten. 55,1 Prozent waren verheiratete, zusammenlebende Paare, 9,1 Prozent waren allein erziehende Mütter und 31,9 Prozent waren keine Familien. 27,3 Prozent waren Singlehaushalte und in 13,2 Prozent lebten Menschen im Alter von 65 Jahren oder darüber. Die Durchschnittshaushaltsgröße betrug 2,37 und die durchschnittliche Familiengröße lag bei 2,86 Personen.
22,6 Prozent der Bevölkerung waren unter 18 Jahre alt. 6,7 Prozent zwischen 18 und 24 Jahre, 26,3 Prozent zwischen 25 und 44 Jahre, 26,3 Prozent zwischen 45 und 64 Jahre und 18,1 Prozent waren 65 Jahre oder älter. Das Durchschnittsalter betrug 42 Jahre. Auf 100 weibliche Personen kamen 103,4 männliche Personen. Auf 100 Frauen im Alter von 18 Jahren und darüber kamen statistisch 102 Männer.
Das jährliche Durchschnittseinkommen eines Haushalts betrug 34.208 USD, das Durchschnittseinkommen einer Familie 41.664 USD. Männer hatten ein Durchschnittseinkommen von 33.211 USD, Frauen 20.851 USD. Das Prokopfeinkommen betrug 17.204 USD. 6,9 Prozent der Familien und 10,3 Prozent der Bevölkerung lebten unterhalb der Armutsgrenze.

## Orte im County
- Arcadia
- Bar Lake
- Bear Lake
- Brethren
- Chief Lake
- Copemish
- Douglas
- Dublin
- East Lake
- Filer City
- Harlan
- Humphrey
- Kaleva
- Malcolm
- Manistee
- Marilla
- Newland
- Norwalk
- Oak Hill
- Onekama
- Onekama Junction
- Parkdale
- Pierport
- Pomona
- Red Park
- Stronach
- Udell
- Wellston
- Wic-a-te-wah

Townships
- Arcadia Township
- Bear Lake Township
- Brown Township
- Cleon Township
- Dickson Township
- Filer Charter Township
- Manistee Township
- Maple Grove Township
- Marilla Township
- Norman Township
- Onekama Township
- Pleasanton Township
- Spaulding Township
- Stronach Township